# Tavernakel
Tavernakel è l'album di debutto del gruppo musicale tedesco Saltatio Mortis, pubblicato nel 2001.
Salvo tre tracce cantate da Alea, tutte le altre sono totalmente strumentali.

## Tracce
1. Des Todes Tanz (Instrumental) - 5:12
2. In Taberna - 2:22
3. Belicha (Instrumental) - 1:29
4. Bärentanz (Instrumental) - 4:19
5. Leporina Venatio - 3:31
6. Saltarelli (Instrumental) - 4:14
7. Stella Splendens (Instrumental) - 2:50
8. Totus Floreo - 2:57
9. Maitre De La Maison (Instrumental) - 2:53
10. Schirazula/Neva Chengi Harbe (Instrumental) - 4:38
11. Skudrinka (Instrumental) - 3:39
12. A Kenavo (Instrumental) - 3:54
13. Des Todes Abgang (Instrumental) - 2:14

## Formazione
- Alea der Bescheidene - voce, cornamusa, ciaramella, arpa, Didgeridoo, bouzouki irlandese, chitarra
- Lasterbalk der Lästerliche - batteria, tamburi turchi, tamburi, timpani, percussioni
- Falk Irmenfried von Hasen-Mümmelstein - voce, cornamusa, ciaramella, ghironda
- Dominor der Filigrane - chitarra elettrica, cornamusa, chitarra acustica, ciaramella
- Die Fackel - basso elettrico, cornamusa, ciaramella, arpa, tastiera, Mandola
- Ungemach der Missgestimmte - cornamusa, ciaramella, chitarra, percussioni, programmazione
- Thoron Trommelfeuer - Soneria